# Ruta de Illinois 336
La Ruta de Illinois 336, y abreviada IL 336 (en inglés: Illinois Route 336) es una carretera estatal estadounidense ubicada en el estado de Illinois. La carretera inicia en el sur desde la I 172  , US 24   en Fowler hacia el norte en la US 136     en Macomb. La carretera tiene una longitud de 128,7 km (80 mi).

## Mantenimiento
Al igual que las autopistas interestatales, y las rutas federales y el resto de carreteras estatales, la Ruta de Illinois 336 es administrada y mantenida por el Departamento de Transporte de Illinois por sus siglas en inglés IDOT.

## Cruces
La Ruta de Illinois 336 es atravesada principalmente por la  US 136 .